# Miguel de Buría
Miguel de Buría (c. 1510 — c. 1555), também conhecido como Negro Miguel, Rey Miguel ou Miguel Guacamaya, foi um ex-escravo de San Juan, Porto Rico que chefiou a primeira insurreição de escravos negros contra as autoridades espanholas da Província da Venezuela.
Com seus seguidores rearranjados para formar um exército, Miguel I estabeleceu sua linhagem real com sua esposa Guiomar como rainha e seu filho como príncipe. Seu nascimento e criação em San Juan o fizeram o primeiro rei negro nascido nas Américas, também influenciando-o a usar o formato de monarquia europeu para o seu reino. Em seu assentamento, Miguel I também criou sua própria igreja, nomeando um ex-escravo bispo.

## Biografia
Miguel chegara à Venezuela procedente de San Juan, Porto Rico. Na Venezuela trabalhou como escravo para Pedro del Barrío, filho de Damián del Barrío. Damián del Barrío havia descoberto uma veia de ouro nas margens do rio Buría. No lugar foi fundada o Real de Minas de San Felipe de Buría, localizado no atual município de Simón Planas, no estado de Lara.
Em 1552 foram levados cerca de oitenta escravos para San Felipe, entre eles Miguel, para trabalhar nas minas. Devido aos maus-tratos sofridos, em 1553, Miguel fugiu com alguns companheiros para as montanhas próximas. De lá, assaltou as minas, matou vários espanhóis e libertou outros escravos. Então, Miguel estabeleceu um reino independente, se nomeando rei, colocando sua companheira Guiomar como rainha e seu filho como príncipe. Da mesma maneira elegeu um de seus seguidores como bispo de uma igreja dissidente. Indígenas e negros quilombolas foram incorporados à rebelião.
Posteriormente, Miguel tentou tomar a cidade de Nueva Segovia de Buría. Os habitantes da cidade, sob o comando de Diego García de Paredes e Diego Fernández de Serpa, repeliram o ataque. Adicionalmente, receberam reforços de El Tocuyo, dirigidos por Diego de Losada e Diego de Ortega. Miguel liderou suas forças em um confronto contra os liderados por Diego de Losada, mas foi morto na batalha que se seguiu; segundo o depoimento do capitão Diego de Ortega, foi García Paredes quem matou o rei Miguel. A queda do rei levou à dissolução da entidade política que ele criou, e os sobreviventes remanescentes foram capturados e reescravizados.

## Lendas
Dizem que Miguel se refugiou em uma montanha chamada Curduvaré, localizada perto da rodovia El Totumo — Gamelotal. Lá, se encontrou com María Lionza. A lenda indica que Miguel não teria morrido, mas que ele se tornou parte da corte de María Lionza na montanha de Sorte, no estado de Yaracuy.
Também se menciona uma caverna onde teria vivido. Se chama a Caverna de Negro Miguel e fica perto de Quebrada Honda, no estado de Lara. Segundo a lenda, em uma ocasião Miguel entrou na caverna com três mulas carregadas de ouro saqueado das Minas de Buría e nunca mais voltou a ser visto.

## Honrarias
A praça do setor El Cuadrado do povoado de Buría no município de Simón Planas no estado de Lara tem o nome de Negro Miguel. Os habitantes do setor El Cuadrado e suas adjacências entre Lara e Yaracuy se organizam em 18 conselhos municipais que posteriormente no ano de 2013 conformaram a "Comuna Negro Miguel".